# Litost
"Litost" es una canción de la cantautora mexicana Belinda, perteneciente a su cuarto álbum de estudio Catarsis, el cual fue lanzado el 2 de julio de 2013.

## Información
La canción fue compuesta por Belinda, José Ignacio Peregrín (padre de la cantante) y Gavriel Aminov, siendo producida por este último bajo el nombre de "Vein".
A finales de 2012 se filtró en internet la versión demo de la canción, la cual es interpretada a manera de balada, utilizando piano, batería y otros arreglos musicales. Esta versión nunca se oficializó.

"Catarsis tiene letras para estar en una noche de reflexión, de lluvia y frío, como Litost, que es muy melancólica."
Belinda

En mayo de 2013, Belinda confirmó a uno de sus seguidores vía Twitter que Litost no sería sencillo.